# The Midnight Limited (film 1926)
The Midnight Limited è un film muto del 1926 diretto da Oscar Apfel.

## Produzione
Il film fu prodotto dalla Paul Gerson Pictures Corporation.

## Distribuzione
Distribuito dalla Rayart Pictures Corporation ed Enterprise Distributing Corporation, il film uscì nelle sale cinematografiche statunitensi il 1º febbraio 1926. In Francia, uscì con il titolo Le Rapide de minuit. In Portogallo, fu distribuito il 1º agosto 1927, in Finlandia il 3 ottobre 1927.